# Kou Fumizuki
Kou Fumizuki (japonès: 文月晃)  (prefectura de Fukuoka, segle XX) és un mangaka japonès. El treball més famós fins a la data de Fumizuki és Ai Yori Aoshi, un treball de 17 volums que s'ha adaptat a l'anime. Aquesta sèrie va ser seguida per Umi no Misaki, serialitzat al Young Animal Magazine començà al cinquè número de 2007 i va concloure amb el seu capítol 127 i darrer al cinquè número de 2014. Ambdues sèries de manga seinen són comèdies romàntiques de tipus harem en què un jove ingenu es troba envoltat de noies boniques que lluiten per la seva atenció. Des del 2011 també serialitza Itadaki!, una comèdia lleugera sobre un club d'escalada de noies, que apareix de manera intermitent a la revista Young Animal Island. A partir del 9 d'octubre de 2015 a Young Animal va llançar una nova sèrie, Boku to Rune to Aoarashi, sobre un estudiant d'una escola d'art que va en pelegrinatge per conèixer un gran paisatgista anomenat Seiran, i descobreix una noia extraordinària a la casa de Seiran. L'octubre de 2016 es va anunciar que el capítol final de Boku to Rune to Aoarashi apareixeria al número 21 de 2016, a la sortida el 28 d'octubre.